# Margot Hanel

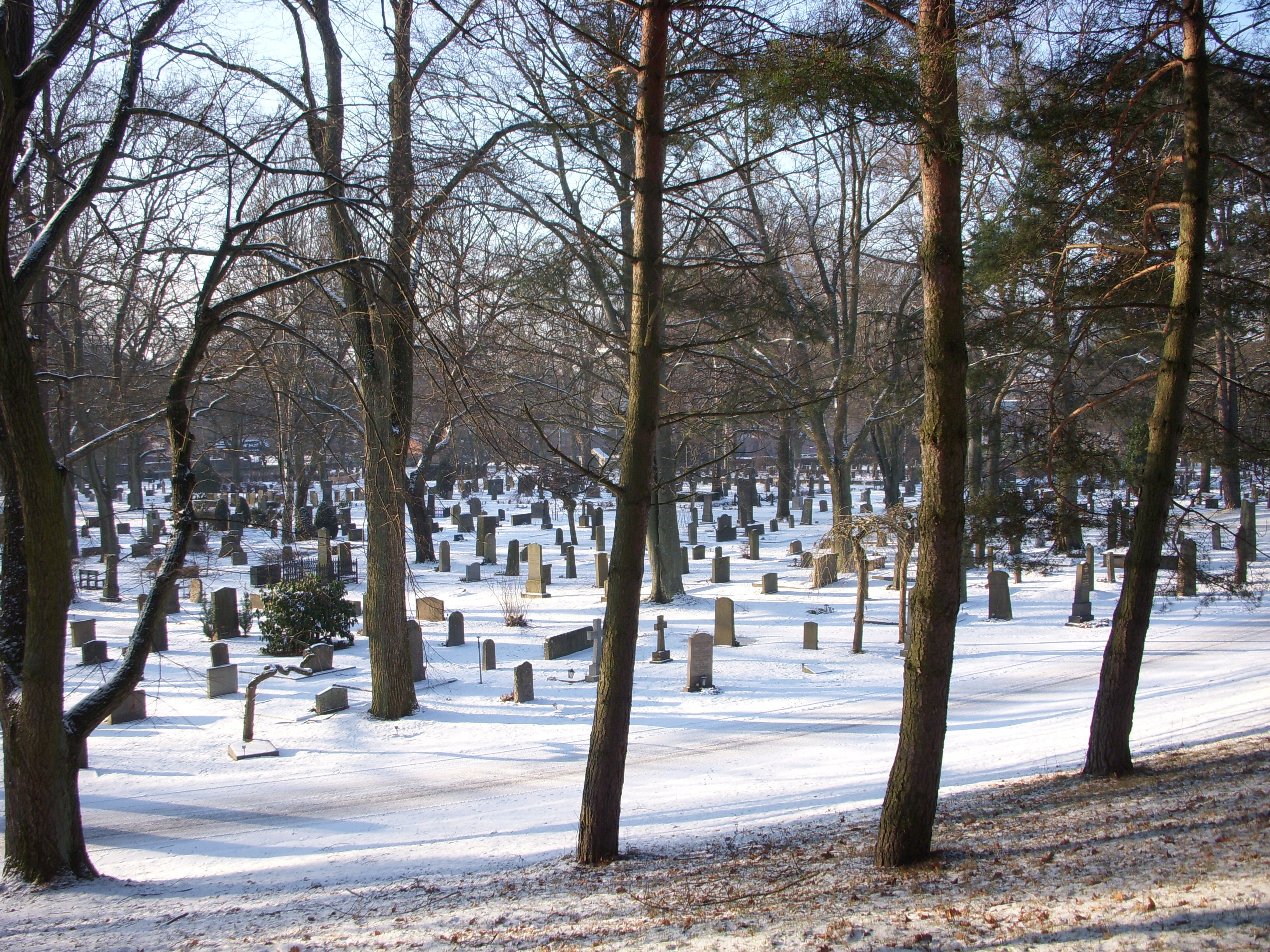
El cementerio norte de Solna, donde están enterradas las cenizas de Margot Hanel.

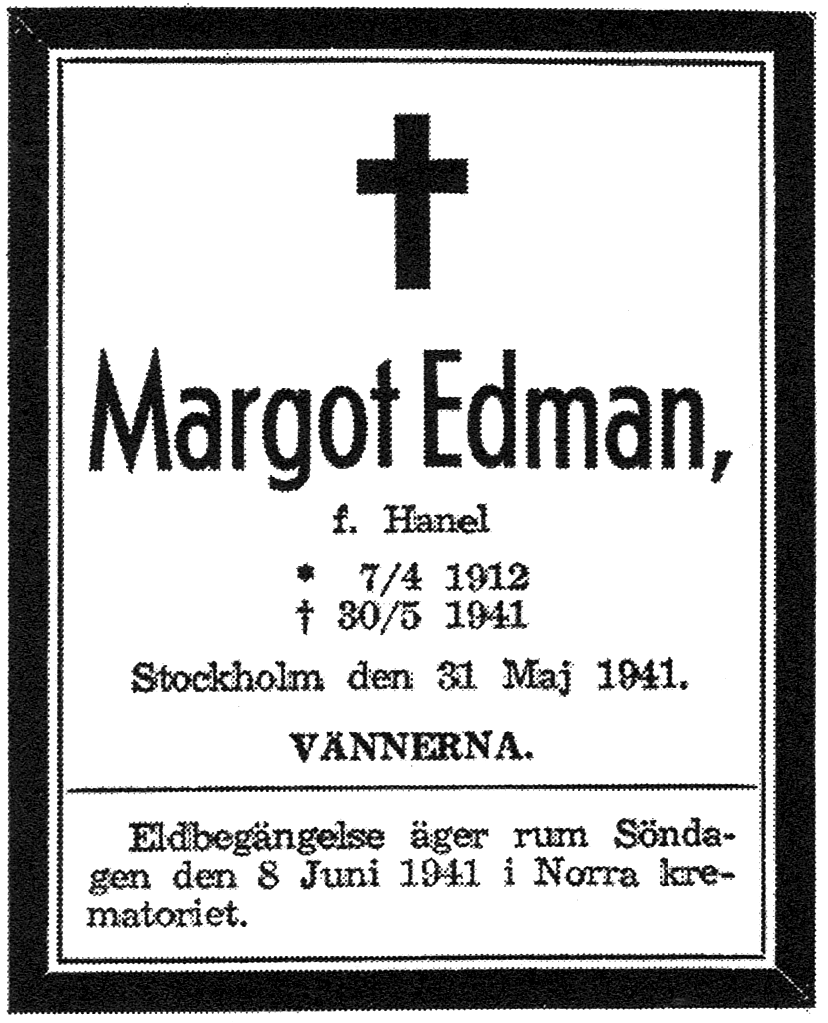
Esquela de Margot Edman (nacida Hanel).

Margot Leonie Edman, nacida Hanel (Berlín, 7 de abril de 1912-  Estocolmo, 30 de mayo de 1941) fue la pareja de la escritora Karin Boye. Las dos vivieron juntas desde 1934 hasta 1941. Hanel era de ascendencia judía y, después de que los nazis tomaran el poder en 1933, Boye la ayudó a emigrar a Suecia. En Suecia se formó como encuadernadora y comenzó a formarse para convertirse en enfermera. Se suicidó unas semanas después de la muerte de Boye.

## Trayectoria

### La vida en Alemania
Margot Hanel y sus cuatro hermanos crecieron en un entorno burgués en Berlín. Tenía dos hermanos y dos hermanas (Gerda y Charlotte, casada con Helbig), una madre judía y un padre cristiano. Conoció a Karin Boye en 1932 en una fiesta lésbica en la ciudad. Durante su visita a Berlín, Boye reconoció por primera vez su homosexualidad; Según Kajsa Höglund, amiga de Boye, que ocasionalmente compartía apartamento con ella en Berlín, Karin Boye fue su primera relación.

### Exilio y vida en Suecia
Boye consiguió que Hanel fuera a Suecia donde contrajo matrimonio con un ciudadano sueco para obtener la ciudadanía sueca. Vivieron durante siete años en el apartamento de Skeppargatan 102 en Gärdet, en Estocolmo. Ya en 1934, Karin Boye la describió (en una carta al dramaturgo Ebbe Linde ) como "mi esposa". Margot Hanel asistió a la escuela secundaria popular Birkagården. Estudió enfermería y más tarde también encuadernación.
Margot Hanel viajó a su casa de Berlín en septiembre de 1934. Tras un periodo de enfermedad regresó a Suecia, tiempo que Boye aprovechó para seguir trabajando en su libro Kris. Más tarde, Boye explicó en una carta a Ebbe Linde que la crisis en su relación se había resuelto. En la carta, describía cómo las relaciones en general y el tipo de relación entre ella y Hanel en particular eran como una lotería, pero que le resultaba difícil imaginar «un destino peor que estar condenada a la soledad eterna».

### Suicidio
Poco después de la muerte de Boye, Hanel también se suicidó, envenenándose con el gas de una estufa. La llevaron al Hospital Seraphim pero no pudieron salvarle la vida. Fue incinerada, según las instrucciones de su testamento, y está enterrada en el cementerio de Norra en Solna.
Aunque la familia Boye parecía aceptar la homosexualidad de su hija, no aceptaron la relación con Margot Hanel. Entre otras cosas, su correspondencia fue quemada poco después de la muerte de Boye. Este hecho ha sido destacado por Pia Garde, que en 1993 escribió en la revista Parnass que Signe, la madre de Karin Boye, era espiritista y que afirmaba haber recibido instrucciones de Karin para destruir todas las cartas y poemas que había escrito a Margot Hanel.

## Reconocimientos
Con motivo del 70 aniversario de la muerte de Karin Boye, se colocó una placa en la casa donde vivió los últimos ocho años de su vida (desde 1934 junto a Hanel). La placa se completa con el poema «A ti», dedicado a Margot Hanel.